# Ritzmarkieren

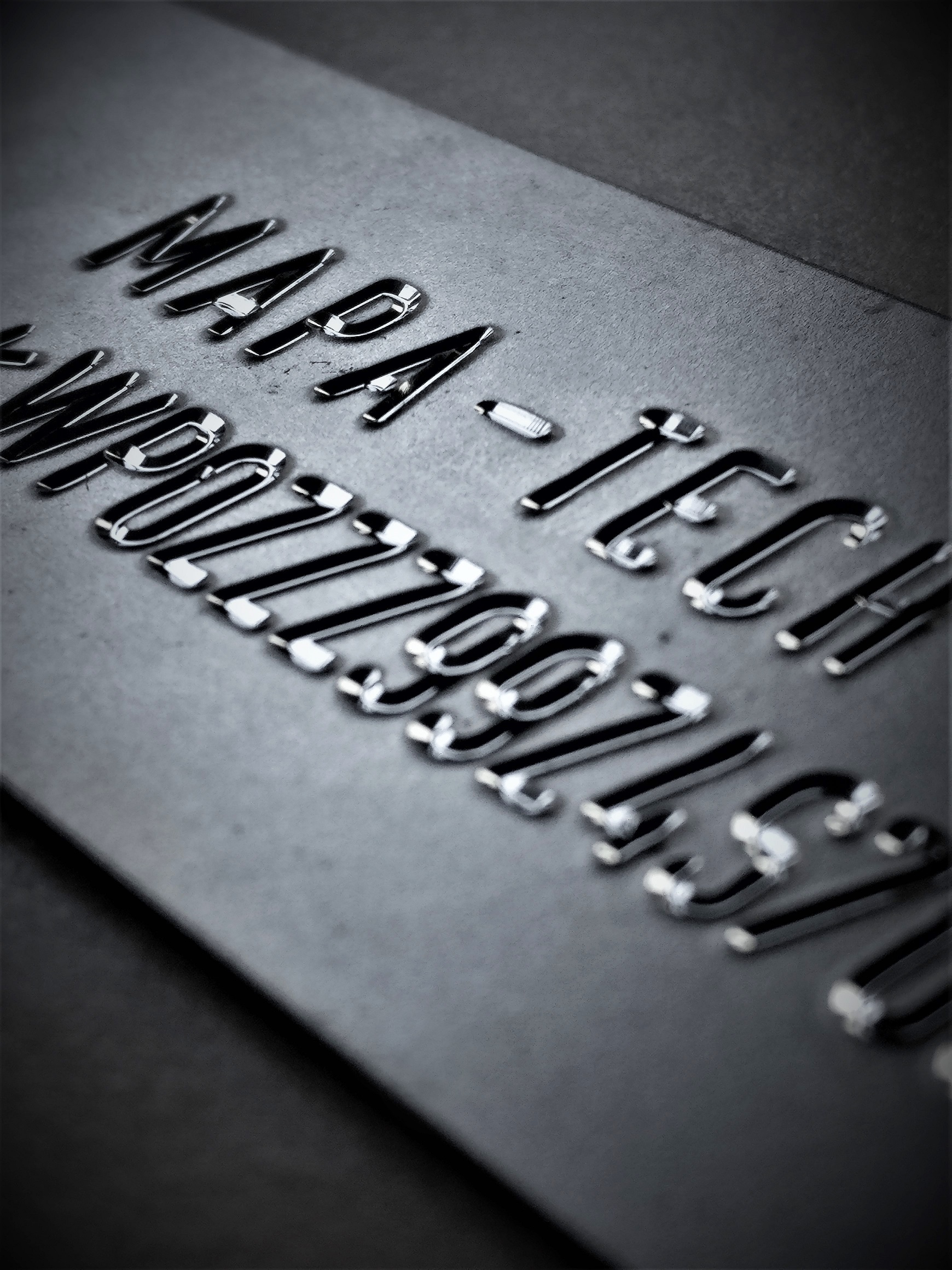
Ritzprägung in Stahlblech

Ritzmarkieren ist ein Markierverfahren aus der Gruppe der Einprägeverfahren nach DIN 8583, das dem Verfahren der Kaltnadelradierung entspricht und alternativ auch als Ritzprägen bezeichnet wird.
Beim Ritzmarkieren wird im Unterschied zum Nadelmarkieren die Nadel nicht punktuell über eine Auf-/Ab-Bewegung ins Material gestoßen, sondern in das Werkstück gedrückt (Prägung). In dieser Position wird die pneumatisch oder elektrisch zugestellte Ritznadel aus Vollhartmetall oder Industriediamanten über zwei Verfahrschlitten in x- und y-Richtung bewegt.
Markiert werden wie beim Nadelmarkieren nahezu alle Werkstoffe, von gehärteten Stahl bis hin zu druckempfindlichen Fertigerzeugnissen. Bedingt durch die beim Markieren entstehende Gefügeänderung gilt die eingebrachte Markierung als fälschungssicher.
Bekannt ist das Ritzmarkieren unter anderem in der Automobilindustrie und wird dort zur dauerhaften und fälschungssicheren Markierung von Fahrzeugkarossen mit der Fahrzeug-Identifikationsnummer (FIN) eingesetzt.

## Vorteile
- Verglichen mit Maschinen und Anlagen zur Laserbeschriftung bzw. Lasertiefengravur sind die Investitions- und Betriebskosten sowie der Wartungsaufwand um ein vielfaches geringer.[2]
- Das Ritzmarkieren geschieht nahezu geräuschlos, da das Material ‚geritzt‘ und nicht wie beim Nadelmarkieren mit einer hohen Frequenz ‚beschlagen‘ wird.[2]